# Giro del Belvedere
El Giro del Belvedere és una cursa ciclista italiana que es disputa pels voltants de la vila de Cordignano, al Vèneto, Itàlia.
La primera edició de la cursa es disputà el 1923, sent guanyada per Alfonso Piccin. Actualment forma part de l'UCI Europa Tour, amb una categoria 1.2U i està reservada a ciclistes sub-23. Claudio Zanchetta, Mosè Segato i Flavio Martini, amb dues victòries, són els ciclistes que més vegades l'han guayat. L'edició del 2020 fou suspesa per la pandèmia de COVID-19.

## Palmarès
| Any  | Vencedor               | Segon               | Tercer             |
| ---- | ---------------------- | ------------------- | ------------------ |
| 1923 | Alfonso Piccin         |                     |                    |
| 1952 | Vito Favero            |                     |                    |
| 1959 | Claudio Zanchetta      |                     |                    |
| 1960 | Antonio Dal Cin        |                     |                    |
| 1961 | Claudio Zanchetta      |                     |                    |
| 1962 | Giorgio Gobessi        |                     |                    |
| 1963 | Mario Zanin            |                     |                    |
| 1964 | Gianfranco Gallon      |                     |                    |
| 1965 | Ezio Piccoli           |                     |                    |
| 1966 | Silvano Riccato        |                     |                    |
| 1967 | Dino Pulze             |                     |                    |
| 1968 | Lucillo Lievore        |                     |                    |
| 1969 | Mosè Segato            |                     |                    |
| 1970 | Flavio Martini         |                     |                    |
| 1971 | Alessio Peccolo        |                     |                    |
| 1972 | Natalino Bonan         |                     |                    |
| 1973 | Mosè Segato            |                     |                    |
| 1974 | Flavio Martini         |                     |                    |
| 1975 | Adriano Brunello       |                     |                    |
| 1976 | Tullio Bertacco        |                     |                    |
| 1977 | Gastone Martini        |                     |                    |
| 1978 | Gianni Biason          |                     |                    |
| 1979 | Giovanni Renosto       |                     |                    |
| 1980 | Gianni Giacomini       |                     |                    |
| 1981 | Claudio Argentin       |                     |                    |
| 1982 | Massimo Favarretto     |                     |                    |
| 1983 | Silvio Martinello      | Roberto Pagnin      | Giancarlo Bada     |
| 1984 | Renato Piccolo         | Manrico Ronchiato   | Federico Ghiotto   |
| 1985 | Ludek Styks            | Mauro Gianetti      | Gianni Bugno       |
| 1986 | Maurizio Fondriest     | Jure Pavlic         | Massimo Ghirardi   |
| 1987 | Federico Savoia        | Ivan Parolin        | Federico Longo     |
| 1988 | Flavio Milan           | Antonio Zanini      | Luigi Bielli       |
| 1989 | Lars Wahlqvist         | Gianluca Pianegonda | Lucio Gusella      |
| 1990 | Ivan Gotti             | Gianluca Tarocco    | Daniele Bruschi    |
| 1991 | Carlo Benigni          | Wladimir Belli      | Ennio Grava        |
| 1992 | Marco Artunghi         | Mauro Bettin        | Stefano Checchin   |
| 1993 | Alessandro Bertolini   | Roger Schär         | Mauro Bettin       |
| 1994 | Alessandro Baronti     | Marco Bellini       | Daniele Sgnaolin   |
| 1995 | Biagio Conte           | Mauro Silvestri     | Daniele Sgnaolin   |
| 1996 | Gorazd Štangelj        | Alexander Fedenko   | Nicola Castaldo    |
| 1997 | Emanuele Lupi          | Nicola Castaldo     | Claudio Ainardi    |
| 1998 | Pietro Caucchioli      | Antonio Salomone    | Flavio Zandarin    |
| 1999 | Aleksander Parfimovic  | Antonio Salomone    | Volodímir Hústov   |
| 2000 | Giampaolo Caruso       | Iaroslav Popòvitx   | Damiano Cunego     |
| 2001 | Iaroslav Popòvitx      | Michele Scarponi    | Giampaolo Caruso   |
| 2002 | Devid Garbelli         | Daniele Pietropolli | Mikhail Timochine  |
| 2003 | Aleksandr Baženov      | Denís Kostiuk       | Tomaž Nose         |
| 2004 | Claudio Corioni        | Tomaž Nose          | Janez Brajkovič    |
| 2005 | Gianluca Coletta       | Gene Bates          | Ashley Humbert     |
| 2006 | Fabrizio Galeazzi      | Luca Zanderigo      | Ashley Humbert     |
| 2007 | Simone Stortoni        | Hrvoje Miholjević   | Matija Kvasina     |
| 2008 | Davide Malacarne       | Matteo Collodel     | Pierpaolo De Negri |
| 2009 | Sacha Modolo           | Nicola Boem         | Matteo Collodel    |
| 2010 | Siarhei Papok          | Angelo Pagani       | Luca Benedetti     |
| 2011 | Nicola Boem            | Salvatore Puccio    | Enrico Battaglin   |
| 2012 | Daniele Dall'Oste      | Enrico Barbin       | Stanislaŭ Bazkhou  |
| 2013 | Stefan Küng            | Silvio Herklotz     | Mitchell Mulhern   |
| 2014 | Simone Andreetta       | Silvio Herklotz     | Luca Chirico       |
| 2015 | Andrea Vendrame        | Gregor Mühlberger   | Geoffrey Curran    |
| 2016 | Patrick Müller         | Nicola Bagioli      | Josip Rumac        |
| 2017 | Aliaksandr Rabuixenka  | Lucas Hamilton      | Matteo Fabbro      |
| 2018 | Robert Stannard        | Cristian Scaroni    | Matteo Sobrero     |
| 2019 | Samuele Battistella    | Giovanni Aleotti    | Matteo Sobrero     |
| 2020 | Cursa anul·lada        | Cursa anul·lada     | Cursa anul·lada    |
| 2021 | Juan Ayuso             | Viktor Potočki      | Alexandre Balmer   |
| 2022 | Romain Grégoire        | Federico Guzzo      | Per Strand Hagenes |
| 2023 | Johannes Staune-Mittet | Davide De Pretto    | Loe van Belle      |